# Lucius Roscius Fabatus
Lucius Roscius Fabatus (* um 95–90 v. Chr. wohl in Lanuvium; † 43 v. Chr. in Forum Gallorum bei Mutina) war ein römischer Politiker der späten Republik.
Er entstammte der plebejischen Familie der Roscier aus Lanuvium, einer latinischen Stadt, die für ihren Tempel und Kult der Juno Sospita bekannt war. Seine politische Laufbahn (cursus honorum) begann er 64 v. Chr. als Münzmeister. Für das Jahr 55 v. Chr. wurde er zum Volkstribunen gewählt. Während seiner Amtszeit erarbeitete er mit vier seiner Amtsgenossen die lex Mamilia Roscia Alliena Peducaea Fabia. Im folgenden Jahr ist Roscius, der als Vertreter einer popularen Politik ein Anhänger von Gaius Iulius Caesar war, als Befehlshaber im Stab Caesars nachgewiesen, wo er verschiedene Aufgaben übernahm. Wohl als Legat führte er die 13. Legion in das Winterlager im Gebiet der Esubier. Nach seiner Dienstzeit in Gallien war er weiterhin als Parteigänger Caesars im Senat tätig.
Im Jahr 49 v. Chr. wurde Roscius zum Prätor gewählt und versuchte zwischen dem Senat und Caesar zu verhandeln und einen Ausgleich der Interessen zu ermöglichen. Nachdem Caesar im Jahr 49 v. Chr. den Rubicon überschritten und damit den Bürgerkrieg ausgelöst hatte, reiste er mit Lucius Iulius Caesar und anderen Senatoren im Auftrag des Senates nach Ariminum, um mit Caesar zu verhandeln. Nach den Verhandlungen in Ariminum begab er sich nach Capua und überbrachte Pompeius, den Konsuln und Teilen des Senates, die sich dort aufhielten, nachdem sie aus Rom geflüchtet waren, einen Gegenvorschlag Caesars. Pompeius und der Senat waren bereit, dieses Angebot unter Hinzufügung beträchtlicher Modifikationen zu akzeptieren. Mit der Antwort reisten Roscius und Lucius Caesar noch einmal zu Gaius Caesar, der jedoch die geforderten Zusätze zu seinem Vorschlag ablehnte. Roscius' Vermittlungsmissionen konnten die Eskalation des Bürgerkrieges nicht verhindern.
Nach der Ermordung Caesars geriet Roscius in die Auseinandersetzungen der Anhänger und Gegner des toten Diktators. Er fiel am 14./15. April des Jahres 43 v. Chr. in der Schlacht von Forum Gallorum, während der Gefechte um die Belagerung von Mutina zwischen Marcus Antonius und der senatorischen Armee unter dem Konsul Gaius Vibius Pansa Caetronianus und Caesars Erben Octavian.